# Scrisoarea de la Mar Saba

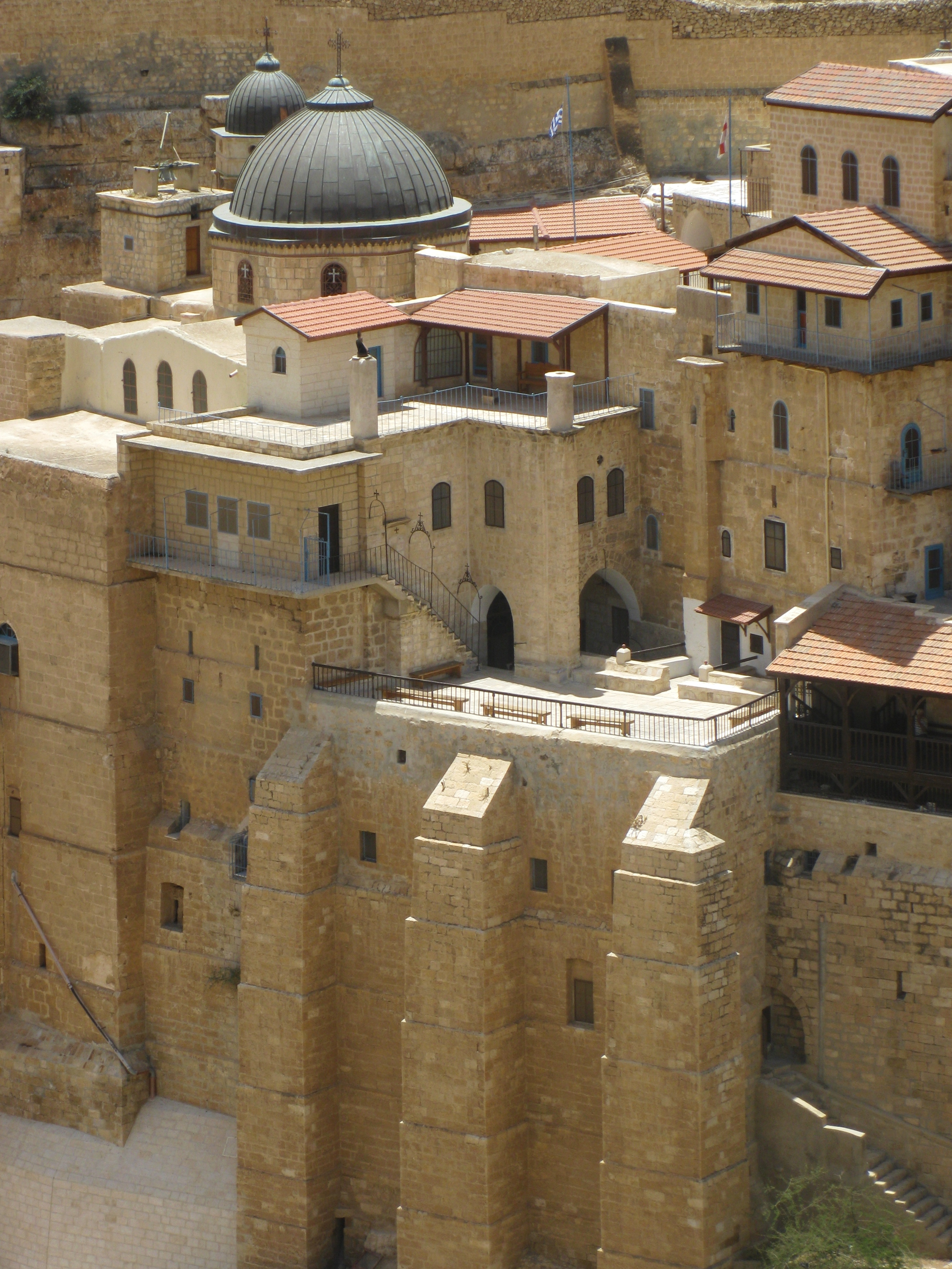
Mănăstirea de la Mar Saba unde în 1958 Morton Smith a descoperit un document care face referire la Evanghelia secretă după Marcu

Scrisoarea de la Mănăstirea Mar Saba este o epistolă atribuită lui Clement din Alexandria care a fost descoperită în 1958 de Morton Smith.
Această scrisoare descrie existența unei versiuni extinse a Evangheliei canonice după Marcu, cu unele episoade elucidate, scrisă pentru o elită inițiată.  